# Gilbert Bellone
Gilbert Bellone (* 27. Dezember 1942 in Grasse) ist ein ehemaliger französischer Radrennfahrer.

## Sportliche Laufbahn
Bellone war im Straßenradsport aktiv. Als Amateur konnte Bellone (der italienische Vorfahren hatte) 1961 das Bergzeitfahren von La Turbie gewinnen. Dieser Sieg eröffnete ihm die Möglichkeit, Berufsfahrer zu werden. Kurz danach erhielt er seinen ersten Vertrag als Profi beim Team Margnat-Paloma-Inuri. Für das Team bestritt er 1965 seine erste Tour de France. Insgesamt acht Mal war er am Start der Tour. Sein bestes Tour-Ergebnis war der 34. Platz 1972. Er gewann 1968 die 10. Etappe der Tour. Auch bei der Vuelta a España konnte er 1967 einen Etappensieg für sich verbuchen. 1969 beendete er die Vuelta als 7. 1969 gewann er das Etappenrennen Criterium National. 1972 war er in Deutschland erfolgreich, als er das Rennen Rund um den Henningerturm vor Eddy Merckx gewann. 1972 startete er für das deutsche Rokado-Team an der Seite von Hennes Junkermann. Außerdem war Bellone besonders bei Kriterien erfolgreich, im Laufe seiner Karriere gewann er 17 solcher Rennen.

## Doping
Bellone war während der Tour de France 1967 positiv auf ein Doping-Mittel getestet worden. Er wurde später verurteilt, aber nach Einsprüchen 1969 zweimal frei gesprochen. Er hatte angegeben, mit den gefundenen Substanzen eine schwere Grippe behandelt zu haben.